# Merlet reial
El merlet reial (Pyrgus carthami) és una espècie de lepidòpter papilionoïdeu de la família dels hespèrids (Hesperiidae) present als Països Catalans.

## Distribució
Present a gran part d'Europa, des de la península Ibèrica, centre i sud de la península Itàlica als Apenins i Calàbria, i nord de Grècia fins al sud d'Alemanya, Polònia, sud de Lituània i sud-est de la Rússia europea. També present a l'Àsia temperada des de Turquia fins a l'oest de Sibèria i l'Àsia central. Absent de les principals illes mediterrànies així com de les illes Britàniques. A la península Ibèrica es troba sobretot en zones muntanyoses de l'extrem nord, com la Serralada Cantàbrica i els Pirineus, mentre que és més escassa en altres serralades, com els sistemes Ibèric i Bètics. A Catalunya es troba als Pirineus, excepte l'extrem occidental, Prepirineus, Serralada Transversal, Montseny i Muntanyes de Prades. Als Ports de Tortosa-Beseit hi havia estat present, però no es disposa de dades recents.

## Descripció
Envergadura alar d'entre 27 i 30 mm. Lleuger dimorfisme sexual en presentar el mascle un plec costal a l'ala anterior i un pinzell de pèls a la tíbia de la pota posterior. Anvers de l'ala anterior amb el fons bru fosc amb una escamació grisa a la base que es pot estendre per tota l'ala, i diverses petites taques blanques, sobretot a la meitat exterior. Anvers de l'ala posterior també de color bru fosc amb taques blanques separades per venes fosques i formant una banda ampla, mentre que més a prop del marge es troba una sèrie de taques blanques ovalades ben separades entre sí. Ambdues ales tenen les fímbries escaquejades. Revers de l'ala anterior similar a l'anvers, però més clara. Revers de l'ala posterior amb el fons bru palla i diverses grans taques blanques unides en bandes i envoltades per un rivet negre, així com una ampla banda blanca al marge, sent aquesta darrera característica de l'espècie, fet que, junt amb la seva mida gran, la permet distingir de la resta de membres del gènere Pyrgus.

## Hàbitat
Llocs oberts i assolellats, amb abundància de flors i arrecerats del vent, com ara prats, barrancs o matollars. Rang altitudinal des dels 600 m fins als 2000 m. L'eruga s'alimenta de diverses rosàcies de caràcter herbaci del gènere Potentilla, com ara P. arenaria, P. cinerea, P. heterophylla, P. hirta, P. neumanniana o P. reptans.

## Període de vol i hibernació
Vola en una generació entre finals de juny i setembre, en emergència prolongada. Hiverna com a eruga.

## Comportament i particularitats biològiques
Els mascles són territorials. Les femelles ponen els ous individualment a l'anvers de les fulles de les seves plantes nutrícies.

## Espècies ibèriques similars
- Merlet major (Pyrgus alveus)
- Merlet boreal (Pyrgus andromedae)
- Merlet ruderal (Pyrgus armoricanus)
- Merlet major bessó (Pyrgus bellieri)
- Merlet alpí (Pyrgus cacaliae)
- Pyrgus cinarae
- Merlet rogenc (Pyrgus cirsii)
- Merlet comú (Pyrgus malvoides)
- Merlet dels erms (Pyrgus onopordi)
- Merlet olivaci (Pyrgus serratulae)
- Pyrgus sidae

## Galeria

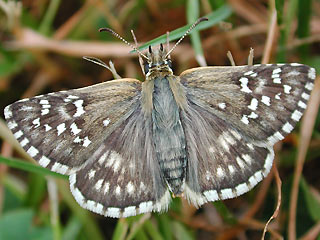
Anvers d'un adult
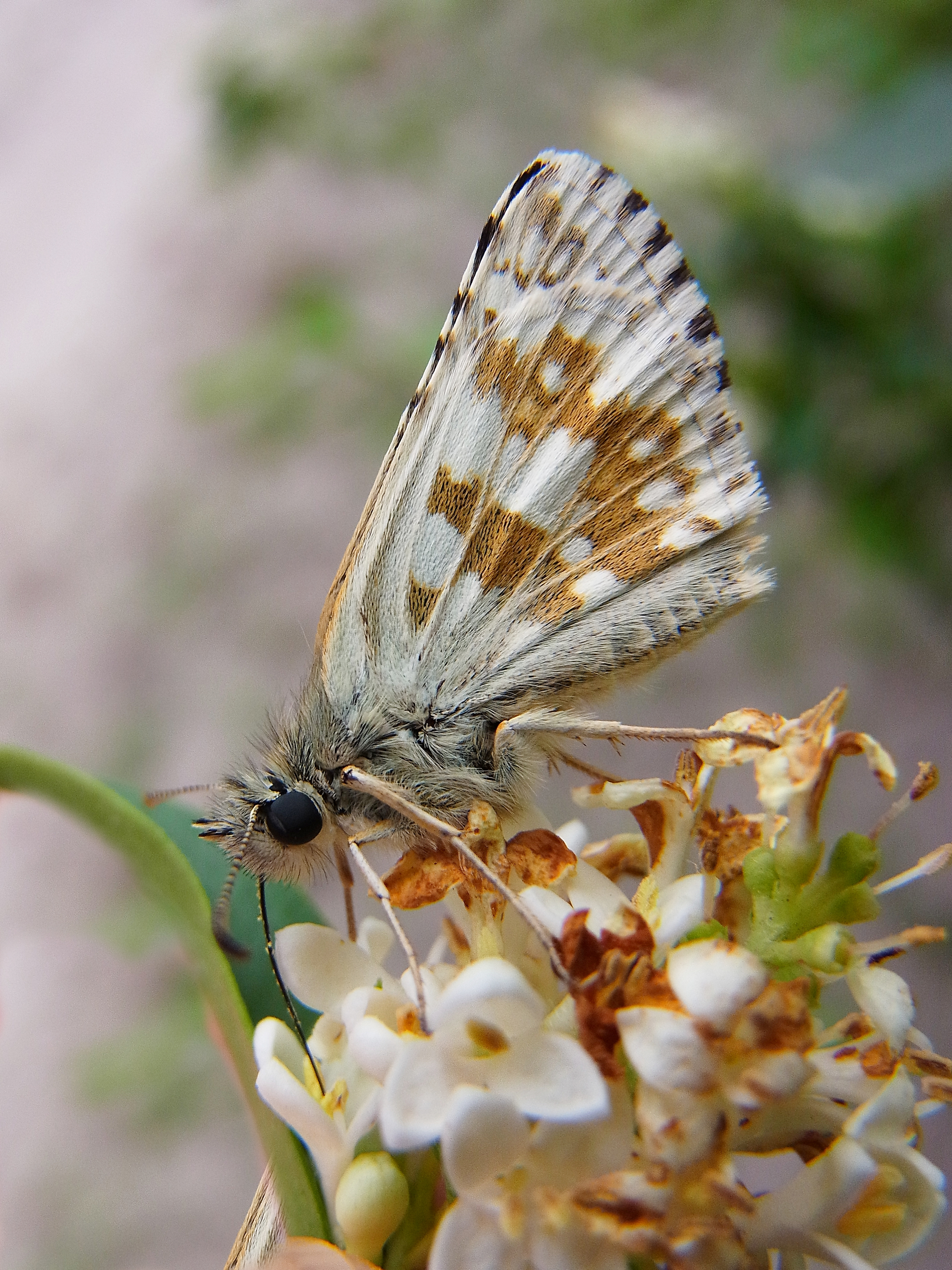
Revers d'un adult